# Serie A2 1994-1995 (rugby a 15)
La serie A2 1994-95 fu il 61º campionato di seconda divisione di rugby a 15 in Italia.
Si tenne dal 15 ottobre 1994 al 19 marzo 1995 tra 24 squadre ripartite in 4 gironi paritetici da 6 squadre ciascuna nella prima fase, che servì a determinare la composizione dei gironi della seconda fase con cui furono stabilite promozioni e retrocessioni.
Il campionato fu vinto dal Piacenza che acquisì il diritto di affrontare L’Aquila nei play-off scudetto della contemporanea serie A1; vi furono 3 promozioni in A/1 a fronte di una sola retrocessione da tale serie, e 6 retrocessioni in serie B a fronte di 2 promozioni da tale categoria, per portare il numero delle partecipanti a 18 nella stagione successiva.

## Squadre partecipanti

### Girone A
| Club      | Sponsor | Città     | Impianto interno   |
| --------- | ------- | --------- | ------------------ |
| Calvisano |         | Calvisano | Stadio San Michele |
| Lyons     |         | Piacenza  | Stadio Beltrametti |
| Noceto    |         | Noceto    | Stadio Nando Capra |
| Parma     |         | Parma     | Stadio f.lli Cervi |
| Piacenza  |         | Piacenza  | Stadio Beltrametti |
| Viadana   |         | Viadana   | Zaffanella         |

### Girone B
| Club      | Sponsor | Città           | Impianto interno |
| --------- | ------- | --------------- | ---------------- |
| Belluno   |         | Belluno         |                  |
| Brescia   |         | Brescia         | Stadio Invernici |
| Casale    |         | Casale sul Sile | Stadio Eugenio   |
| Paese     |         | Paese           | Stadio Visentin  |
| Tarvisium |         | Treviso         | Campo San Paolo  |
| Villorba  |         | Villorba        |                  |

### Girone C
| Club       | Sponsor | Città      | Impianto interno   |
| ---------- | ------- | ---------- | ------------------ |
| Colleferro |         | Colleferro | Stadio Natali      |
| Frascati   |         | Frascati   | Stadio di Cocciano |
| Partenope  |         | Napoli     | Stadio Collana     |
| Rieti      |         | Rieti      | Stadio Iacoboni    |
| Segni      |         | Segni      |                    |
| Zagara     |         | Catania    | Stadio Goretti     |

### Girone D
| Club          | Sponsor | Città         | Impianto interno         |
| ------------- | ------- | ------------- | ------------------------ |
| Cesena        |         | Cesena        | Stadio del rugby         |
| CUS Roma      |         | Roma          | Stadio Tor di Quinto     |
| Fiamme Oro    |         | Roma          | C.S. P.S. Ponte Galeria  |
| Livorno       |         | Livorno       | Stadio Montano           |
| Modena        |         | Modena        | Stadio Collegarola       |
| Reggio Emilia |         | Reggio Emilia | Stadio Crocetta Canalina |

## Formula
Le 24 squadre furono ripartite in 4 gironi all'italiana da 6 squadre ciascuno, all'interno dei quali si affrontarono in gara di andata e ritorno.
Al termine di tale fase, le prime tre classificate dei gironi A e B andarono a formare la poule promozione 1, mentre quelle dei gironi C e D formarono la poule promozione 2.
Parimenti, le ultime tre classificate dei gironi A e B costituirono la poule salvezza 1, mentre le analoghe dei gironi C e D formarono la poule salvezza 2.
Le vincitrici delle due Poule Salvezza furono promosse direttamente alla serie A1 della stagione successiva e si incontrarono in gara unica per stabilire quale delle due avrebbe disputato il play-off scudetto 1994-95 contro la quinta classificata di A/1.
Le seconde classificate delle Poule Salvezza si incontrarono altresì in doppia gara per stabilire la terza squadra promossa in A/1.
Per quanto riguarda, infine, la retrocessione, le tre peggiori piazzate di ogni Poule Salvezza sarebbero retrocesse in serie B 1995-96.

## Prima fase

### Girone A
|       | 1ª/6ª giornata       |       |
| ----- | -------------------- | ----- |
| 33-28 | Parma - Lyons        | 6-17  |
| 34-28 | Piacenza - Calvisano | 12-35 |
| 17-33 | Viadana - Noceto     | 33-25 |
|       |                      |       |
|       | 4ª/9ª giornata       |       |
| 18-23 | Parma - Piacenza     | 22-31 |
| 24-6  | Lyons - Noceto       | 5-29  |
| 14-14 | Viadana - Calvisano  | 19-26 |

|       | 2ª/7ª giornata     |       |
| ----- | ------------------ | ----- |
| 42-10 | Lyons - Viadana    | 23-29 |
| 15-9  | Noceto - Piacenza  | 26-34 |
| 16-9  | Calvisano - Parma  | 30-32 |
|       |                    |       |
|       | 5ª/10ª giornata    |       |
| 15-3  | Piacenza - Viadana | 26-17 |
| 32-23 | Noceto - Parma     | 26-27 |
| 43-24 | Calvisano - Lyons  | 16-15 |

|       | 3ª/8ª giornata     |       |
| ----- | ------------------ | ----- |
| 12-29 | Piacenza - Lyons   | 24-19 |
| 43-17 | Noceto - Calvisano | 18-9  |
| 11-17 | Viadana - Parma    | 18-17 |

#### Classifica
|  |    | Squadra   | G  | V | N | P | PF  | PS  | P±  | B | Pt |
|  | -- | --------- | -- | - | - | - | --- | --- | --- | - | -- |
|  | 1. | Piacenza  | 10 | 7 | 0 | 3 | 220 | 212 | 8   | 0 | 14 |
|  | 2. | Noceto    | 10 | 6 | 0 | 4 | 253 | 198 | 55  | 0 | 12 |
|  | 3. | Calvisano | 10 | 5 | 1 | 4 | 234 | 220 | 14  | 0 | 11 |
|  | 4. | Lyons     | 10 | 4 | 0 | 6 | 226 | 208 | 18  | 0 | 8  |
|  | 5. | Parma     | 10 | 4 | 0 | 6 | 204 | 232 | −28 | 0 | 8  |
|  | 6. | Viadana   | 10 | 3 | 1 | 6 | 171 | 238 | −67 | 0 | 7  |

### Girone B
|       | 1ª/6ª giornata      |       |
| ----- | ------------------- | ----- |
| 25-27 | Belluno - Villorba  | 8-19  |
| 3-13  | Tarvisium - Paese   | 9-16  |
| 23-18 | Casale - Brescia    | 21-15 |
|       |                     |       |
|       | 4ª/9ª giornata      |       |
| 31-19 | Brescia - Paese     | 11-49 |
| 16-44 | Belluno - Tarvisium | 18-31 |
| 23-0  | Casale - Villorba   | 8-9   |

|       | 2ª/7ª giornata       |       |
| ----- | -------------------- | ----- |
| 42-0  | Brescia - Belluno    | 24-28 |
| 12-7  | Paese - Casale       | 20-11 |
| 14-19 | Villorba - Tarvisium | 8-15  |
|       |                      |       |
|       | 5ª/10ª giornata      |       |
| 58-5  | Paese - Belluno      | 33-22 |
| 17-19 | Tarvisium - Casale   | 19-9  |
| 19-18 | Villorba - Brescia   | 10-27 |

|       | 3ª/8ª giornata      |       |
| ----- | ------------------- | ----- |
| 26-26 | Belluno - Casale    | 10-28 |
| 16-5  | Tarvisium - Brescia | 19-16 |
| 24-17 | Villorba - Paese    | 3-24  |

#### Classifica
|  |    | Squadra   | G  | V | N | P | PF  | PS  | P±   | B | Pt |
|  | -- | --------- | -- | - | - | - | --- | --- | ---- | - | -- |
|  | 1. | Paese     | 10 | 8 | 0 | 2 | 261 | 126 | 135  | 0 | 16 |
|  | 2. | Tarvisium | 9  | 7 | 0 | 2 | 192 | 134 | 58   | 0 | 14 |
|  | 3. | Casale    | 10 | 5 | 1 | 4 | 175 | 146 | 29   | 0 | 11 |
|  | 4. | Villorba  | 10 | 5 | 0 | 5 | 133 | 184 | −51  | 0 | 10 |
|  | 5. | Brescia   | 10 | 3 | 0 | 7 | 207 | 204 | 3    | 0 | 6  |
|  | 6. | Belluno   | 10 | 1 | 1 | 8 | 158 | 332 | −174 | 0 | 3  |

### Girone C
|       | 1ª/6ª giornata     |       |
| ----- | ------------------ | ----- |
| 29-17 | Partenope - Zagara | 18-32 |
| 7-12  | Rieti - Colleferro | 17-16 |
| 15-6  | Segni - Frascati   | 21-28 |
|       |                    |       |
|       | 4ª/9ª giornata     |       |
| 12-9  | Zagara - Frascati  | 6-15  |
| 40-0  | Partenope - Rieti  | 12-12 |
| 6-6   | Segni - Colleferro | 13-24 |

|       | 2ª/7ª giornata         |       |
| ----- | ---------------------- | ----- |
| 56-15 | Zagara - Segni         | 6-5   |
| 15-28 | Colleferro - Partenope | 16-30 |
| 15-16 | Frascati - Rieti       | 17-23 |
|       |                        |       |
|       | 5ª/10ª giornata        |       |
| 21-21 | Colleferro - Zagara    | 19-16 |
| 15-19 | Frascati - Partenope   | 32-56 |
| 34-22 | Rieti - Segni          | 11-31 |

|       | 3ª/8ª giornata        |         |
| ----- | --------------------- | ------- |
| 31-19 | Partenope - Segni     | 36 - 37 |
| 6-11  | Colleferro - Frascati | 32-28   |
| 6-0   | Rieti - Zagara        | 12-25   |

#### Classifica
|  |    | Squadra    | G  | V | N | P | PF  | PS  | P±  | B | Pt |
|  | -- | ---------- | -- | - | - | - | --- | --- | --- | - | -- |
|  | 1. | Partenope  | 10 | 7 | 1 | 2 | 299 | 195 | 104 | 0 | 15 |
|  | 2. | Zagara     | 10 | 5 | 1 | 4 | 191 | 149 | 42  | 0 | 11 |
|  | 3. | Rieti      | 10 | 5 | 1 | 4 | 138 | 190 | −52 | 0 | 11 |
|  | 4. | Colleferro | 10 | 5 | 0 | 5 | 167 | 177 | −10 | 0 | 10 |
|  | 5. | Segni      | 10 | 3 | 1 | 6 | 184 | 238 | −54 | 0 | 7  |
|  | 6. | Frascati   | 10 | 3 | 0 | 7 | 176 | 206 | −30 | 0 | 6  |

### Girone D
|       | 1ª/6ª giornata             |        |
| ----- | -------------------------- | ------ |
| 25-0  | CUS Roma - Cesena          | 20-16  |
| 65-13 | Livorno - Modena           | 21-17  |
| 30-50 | Reggio Emilia - Fiamme Oro | 13-74  |
|       |                            |        |
|       | 4ª/9ª giornata             |        |
| 55-6  | Fiamme Oro - Modena        | 5-18   |
| 50-10 | Livorno - Cesena           | 123-15 |
| 16-13 | Reggio Emilia - CUS Roma   | 18-21  |

|       | 2ª/7ª giornata         |       |
| ----- | ---------------------- | ----- |
| 14-15 | Fiamme Oro - Livorno   | 24-28 |
| 19-20 | Cesena - Reggio Emilia | 9-19  |
| 22-19 | Modena - CUS Roma      | 29-16 |
|       |                        |       |
|       | 5ª/10ª giornata        |       |
| 22-27 | CUS Roma - Livorno     | 0-59  |
| 3-53  | Cesena - Fiamme Oro    | 5-112 |
| 18-15 | Modena - Reggio Emilia | 22-29 |

|       | 3ª/8ª giornata          |       |
| ----- | ----------------------- | ----- |
| 18-22 | CUS Roma - Fiamme Oro   | 12-17 |
| 94-30 | Livorno - Reggio Emilia | 27-12 |
| 26-3  | Modena - Cesena         | 31-12 |

#### Classifica
|  |    | Squadra       | G  | V  | N | P  | PF  | PS  | P±   | B | Pt |
|  | -- | ------------- | -- | -- | - | -- | --- | --- | ---- | - | -- |
|  | 1. | Livorno       | 10 | 10 | 0 | 0  | 509 | 157 | 352  | 0 | 20 |
|  | 2. | Fiamme Oro    | 10 | 7  | 0 | 3  | 426 | 148 | 278  | 0 | 14 |
|  | 3. | Modena        | 10 | 6  | 0 | 4  | 202 | 240 | −38  | 0 | 12 |
|  | 4. | Reggio Emilia | 10 | 4  | 0 | 6  | 202 | 347 | −145 | 0 | 8  |
|  | 5. | CUS Roma      | 10 | 3  | 0 | 7  | 166 | 226 | −60  | 0 | 6  |
|  | 6. | Cesena        | 10 | 0  | 0 | 10 | 92  | 479 | −387 | 0 | 0  |

## Seconda fase

### Poule salvezza 1
|       | 1ª/6ª giornata     |       |
| ----- | ------------------ | ----- |
| 28-11 | Viadana - Parma    | 15-22 |
| 14-29 | Lyons - Brescia    | 27-18 |
| 23-7  | Belluno - Villorba | 26-30 |
|       |                    |       |
|       | 4ª/9ª giornata     |       |
| 56-3  | Parma - Villorba   | 43-10 |
| 42-37 | Viadana - Lyons    | 30-21 |
| 6-18  | Belluno - Brescia  | 27-79 |

|       | 2ª/7ª giornata     |       |
| ----- | ------------------ | ----- |
| 31-16 | Parma - Belluno    | 36-14 |
| 26-46 | Villorba - Lyons   | 3-34  |
| 13-15 | Brescia - Viadana  | 25-13 |
|       |                    |       |
|       | 5ª/10ª giornata    |       |
| 65-20 | Lyons - Belluno    | 48-33 |
| 18-43 | Villorba - Viadana | 6-26  |
| 29-24 | Brescia - Parma    | 20-20 |

|       | 3ª/8ª giornata     |       |
| ----- | ------------------ | ----- |
| 20-31 | Lyons - Parma      | 7-24  |
| 11-27 | Belluno - Viadana  | 7-34  |
| 30-8  | Brescia - Villorba | 40-17 |

#### Classifica
|  |    | Squadra  | G  | V | N | P | PF  | PS  | P±   | B | Pen | Pt |
|  | -- | -------- | -- | - | - | - | --- | --- | ---- | - | --- | -- |
|  | 1. | Viadana  | 10 | 8 | 0 | 2 | 273 | 171 | 102  | 0 | 0   | 16 |
|  | 2. | Brescia  | 10 | 7 | 1 | 2 | 301 | 171 | 130  | 0 | 0   | 15 |
|  | 3. | Parma    | 10 | 7 | 1 | 2 | 298 | 162 | 136  | 0 | 0   | 15 |
|  | 4. | Lyons    | 10 | 5 | 0 | 5 | 319 | 256 | 63   | 0 | 0   | 10 |
|  | 5. | Villorba | 10 | 1 | 0 | 9 | 128 | 367 | −239 | 0 | 0   | 2  |
|  | 6. | Belluno  | 10 | 1 | 0 | 9 | 183 | 375 | −192 | 0 | 1   | 1  |

### Poule salvezza 2
|       | 1ª/6ª giornata         |       |
| ----- | ---------------------- | ----- |
| 35-29 | Segni - Frascati       | 10-19 |
| 12-14 | CUS Roma - Colleferro  | 0-13  |
| 33-10 | Reggio Emilia - Cesena | 21-5  |
|       |                        |       |
|       | 4ª/9ª giornata         |       |
| 14-23 | Colleferro - Frascati  | 29-9  |
| 16-18 | Reggio Emilia - Segni  | 14-22 |
| 94-6  | CUS Roma - Cesena      | 34-13 |

|       | 2ª/7ª giornata             |       |
| ----- | -------------------------- | ----- |
| 43-36 | Colleferro - Reggio Emilia | 6-13  |
| 15-15 | Frascati - CUS Roma        | 19-12 |
| 3-22  | Cesena - Segni             | 17-60 |
|       |                            |       |
|       | 5ª/10ª giornata            |       |
| 30-15 | Frascati - Reggio Emilia   | 22-39 |
| 30-31 | Segni - CUS Roma           | 8-13  |
| 6-36  | Cesena - Colleferro        | 9-102 |

|       | 3ª/8ª giornata           |       |
| ----- | ------------------------ | ----- |
| 8-6   | Segni - Colleferro       | 9-20  |
| 14-14 | Reggio Emilia - CUS Roma | 3-42  |
| 38-6  | Frascati - Cesena        | 48-28 |

#### Classifica
|  |    | Squadra       | G  | V | N | P  | PF  | PS  | P±   | B | Pt |
|  | -- | ------------- | -- | - | - | -- | --- | --- | ---- | - | -- |
|  | 1. | Colleferro    | 10 | 7 | 0 | 3  | 283 | 125 | 158  | 0 | 14 |
|  | 2. | Frascati      | 10 | 6 | 1 | 3  | 252 | 203 | 49   | 0 | 13 |
|  | 3. | Segni         | 10 | 6 | 0 | 4  | 222 | 168 | 54   | 0 | 12 |
|  | 4. | CUS Roma      | 10 | 5 | 2 | 3  | 267 | 135 | 132  | 0 | 12 |
|  | 5. | Reggio Emilia | 10 | 4 | 1 | 5  | 204 | 212 | −8   | 0 | 9  |
|  | 6. | Cesena        | 10 | 0 | 0 | 10 | 103 | 488 | −385 | 0 | 0  |

#### Spareggio salvezza
| Frascati | Segni | 22 – 12 | CUS Roma | Stadio di Cocciano |

### Poule promozione 1
|       | 1ª/6ª giornata       |       |
| ----- | -------------------- | ----- |
| 18-15 | Paese - Noceto       | 13-24 |
| 20-22 | Calvisano - Piacenza | 13-18 |
| 0-10  | Casale - Tarvisium   | 16-23 |
|       |                      |       |
|       | 4ª/9ª giornata       |       |
| 38-21 | Calvisano - Noceto   | 51-11 |
| 12-17 | Casale - Paese       | 19-5  |
| 16-6  | Tarvisium - Piacenza | 18-34 |

|       | 2ª/7ª giornata        |       |
| ----- | --------------------- | ----- |
| 28-30 | Noceto - Casale       | 33-20 |
| 19-8  | Piacenza - Paese      | 36-15 |
| 9-27  | Tarvisium - Calvisano | 3-10  |
|       |                       |       |
|       | 5ª/10ª giornata       |       |
| 27-22 | Noceto - Tarvisium    | 13-55 |
| 51-22 | Piacenza - Casale     | 20-22 |
| 10-25 | Paese - Calvisano     | 12-20 |

|       | 3ª/8ª giornata     |       |
| ----- | ------------------ | ----- |
| 15-26 | Noceto - Piacenza  | 12-47 |
| 17-3  | Paese - Tarvisium  | 28-25 |
| 9-26  | Casale - Calvisano | 12-45 |

#### Classifica
|  |    | Squadra   | G  | V | N | P | PF  | PS  | P±   | B | Pt |
|  | -- | --------- | -- | - | - | - | --- | --- | ---- | - | -- |
|  | 1. | Piacenza  | 10 | 8 | 0 | 2 | 279 | 161 | 118  | 0 | 16 |
|  | 2. | Calvisano | 10 | 8 | 0 | 2 | 275 | 127 | 148  | 0 | 16 |
|  | 3. | Paese     | 10 | 4 | 0 | 6 | 143 | 198 | −55  | 0 | 8  |
|  | 4. | Tarvisium | 10 | 4 | 0 | 6 | 184 | 178 | 6    | 0 | 8  |
|  | 5. | Noceto    | 10 | 3 | 0 | 7 | 199 | 320 | −121 | 0 | 6  |
|  | 6. | Casale    | 10 | 3 | 0 | 7 | 162 | 258 | −96  | 0 | 6  |

### Poule promozione 2
|       | 1ª/6ª giornata       |       |
| ----- | -------------------- | ----- |
| 11-18 | Rieti - Modena       | 17-51 |
| 23-20 | Zagara - Partenope   | 6-31  |
| 44-11 | Livorno - Fiamme Oro | 14-12 |
|       |                      |       |
|       | 4ª/9ª giornata       |       |
| 11-34 | Rieti - Partenope    | 0-69  |
| 49-20 | Livorno - Zagara     | 20-41 |
| 41-18 | Fiamme Oro - Modena  | 20-20 |

|       | 2ª/7ª giornata         |       |
| ----- | ---------------------- | ----- |
| 65-5  | Fiamme Oro - Rieti     | 20-22 |
| 23-22 | Partenope - Livorno    | 11-35 |
| 21-18 | Modena - Zagara        | 24-38 |
|       |                        |       |
|       | 5ª/10ª giornata        |       |
| 35-18 | Partenope - Fiamme Oro | 20-43 |
| 45-37 | Zagara - Rieti         | 15-19 |
| 3-14  | Modena - Livorno       | 12-63 |

|       | 3ª/8ª giornata      |       |
| ----- | ------------------- | ----- |
| 48-19 | Partenope - Modena  | 34-13 |
| 22-21 | Zagara - Fiamme Oro | 14-6  |
| 49-0  | Livorno - Rieti     | 29-11 |

#### Classifica
|  |    | Squadra    | G  | V | N | P | PF  | PS  | P±   | B | Pt |
|  | -- | ---------- | -- | - | - | - | --- | --- | ---- | - | -- |
|  | 1. | Livorno    | 10 | 8 | 0 | 2 | 339 | 144 | 195  | 0 | 16 |
|  | 2. | Partenope  | 10 | 7 | 0 | 3 | 325 | 190 | 135  | 0 | 14 |
|  | 3. | Zagara     | 10 | 6 | 0 | 4 | 242 | 248 | −6   | 0 | 12 |
|  | 4. | Fiamme Oro | 10 | 3 | 1 | 6 | 257 | 214 | 43   | 0 | 7  |
|  | 5. | Modena     | 10 | 3 | 1 | 6 | 199 | 305 | −106 | 0 | 7  |
|  | 6. | Rieti      | 10 | 2 | 0 | 8 | 133 | 395 | −262 | 0 | 4  |

## Spareggio promozione
| Napoli Spareggio promozione andata | Partenope | 16 – 9 | Calvisano | Stadio Arturo Collana |

| Calvisano Spareggio promozione ritorno | Calvisano | 44 – 10 | Partenope | Stadio San Michele |

## Finale
| 19 marzo 1995 | Piacenza | 32 – 26 | Livorno |  |

## Verdetti
- Piacenza: ammessa ai playoff scudetto serie A1 1994-95
- Piacenza, Livorno e Calvisano: promosse in serie A1 1995-96
- Belluno, Cesena, CUS Roma, Lyons Reggio Emilia e Villorba: retrocesse in serie B 1995-96